# Ludovika af Bayern
Ludovika Wilhelmine, hertuginde i Bayern (født 30. august 1808 i München, død 26. januar 1892 i München) var en tysk prinsesse, der var datter af Bayerns første dronning Karoline af Baden og kong Maximilian 1. Joseph af Bayern. Hun var sønnedatter af pfalzgreve Frederik Michael af Zweibrücken-Birkenfeld og pfalzgrevinde Maria Franziska af Pfalz-Sulzbach. Hun var datterdatter af arveprins Karl Ludvig af Baden-Durlach og oldedatter af regerende landgreve Ludvig 9. af Hessen-Darmstadt. 
Hun blev mor til kejserinde Elisabeth af Østrig-Ungarn (gift kejser Franz Joseph 1. af Østrig-Ungarn) og farmor til Elisabeth i Bayern (gift kong Albert 1. af Belgien) 
Ludovika Wilhelmine blev gift med Max Joseph, hertug i Bayern. De fik 10 børn, herunder: 
- Elisabeth af Østrig-Ungarn (gift kejser Franz Joseph 1. af Østrig-Ungarn),
- Karl Theodor, hertug i Bayern (gift to gange, der var børn i begge ægteskaber,
- Marie Sophie i Bayern (gift med kong Frans 2. af Begge Sicilier)

## Eksterne links
- Wikimedia Commons har flere filer relateret til Ludovika af Bayern